# MLANA
MLANA (англ. Melan-A) – білок, який кодується однойменним геном, розташованим у людей на короткому плечі 9-ї хромосоми. Довжина поліпептидного ланцюга білка становить 118 амінокислот, а молекулярна маса — 13 157.
| 10         |  | 20         |  | 30         |  | 40         |  | 50         |
| ---------- |  | ---------- |  | ---------- |  | ---------- |  | ---------- |
| MPREDAHFIY |  | GYPKKGHGHS |  | YTTAEEAAGI |  | GILTVILGVL |  | LLIGCWYCRR |
| RNGYRALMDK |  | SLHVGTQCAL |  | TRRCPQEGFD |  | HRDSKVSLQE |  | KNCEPVVPNA |
| PPAYEKLSAE |  | QSPPPYSP   |  |            |  |            |  |            |

A: Аланін

C: Цистеїн

D: Аспарагінова кислота

E: Глутамінова кислота

F: Фенілаланін

G: Гліцин

H: Гістидин

I: Ізолейцин

K: Лізин

L: Лейцин

M: Метіонін

N: Аспарагін

P: Пролін

Q: Глутамін

R: Аргінін

S: Серин

T: Треонін

V: Валін

W: Триптофан

Кодований геном білок за функцією належить до фосфопротеїнів. 
Локалізований у мембрані, ендоплазматичному ретикулумі, апараті гольджі.